# Wahlen in Grenada 1925
Die Allgemeinen Wahlen in Grenada 1925 (General elections) wurden im Februar 1925 im karibischen Inselstaat Grenada abgehalten.

## Hintergrund
Eine Representative Government Association („Vereinigung für eine Repräsentative Regierung“) wurde 1917 gegründet. Die Gruppierung forderte die Einführung von gewählten Mitgliedern im Legislative Council und die Abschaffung des Kronkolonie-Systems, welches seit 1877 galt. Durch eine neue Verfassung von 1925 wurde der Weg dazu frei gemacht.

## Wahlsystem
Das Legislative Council bestand aus 16 Mitgliedern: dem Gouverneur, der auch Präsident des Council war, sieben official members (Beamten), drei ernannten Mitgliedern und fünf gewählten Mitgliedern. Das Wahlrecht war beschränkt auf Männer über 21 Jahren und Frauen über 30 Jahren, die zuvor mindestens zwei Jahre in Grenada gelebt hatten und entweder ein Einkommen von mindestens £30 pro Jahr hatten, Besitz im Wert von mindestens £150 hatten, oder Grundstücke für mindestens £12 pro Jahr gepachtet hatten. Eine Kandidatur war beschränkt auf qualifizierte männliche Wähler mit einem Mindest-Jahreseinkommen von £200 und welche entweder mindestens zwei Jahre in ihrem Wahlkreis gelebt hatten, oder Besitz im Wert von mindestens £500 im Wahlkreis hielten.
Von der Gesamtbevölkerung von 70.184 Personen waren daher nur 2.159 Personen wählbar.

## Ergebnisse
Drei Wahlkreise, St David’s–South St George’s, St George’s und St John’s–St Mark’s, hatten nur jeweils einen Kandidaten, welcher auch unangefochten gewählt wurde. Obwohl die Representative Government Association vorgeschlagen hatte Kandidaten zu nominieren, wurde sie Ende 1924 aufgelöst und alle Kandidaten traten als unabhängige an.
| Wahlkreis                    | Mitglied                    |
| ---------------------------- | --------------------------- |
| St Andrew’s                  | Charles H.W.G. Lucas        |
| St David’s–South St George’s | Charles Renwick             |
| St George’s                  | Theophilus Albert Marryshow |
| St John’s–St Mark’s          | Donald McIntyre             |
| St Patrick’s and Carriacou   | Fitz Henry Copland          |
| Source: Emmanuel             |                             |

Der Colonial Secretary, Attorney General, Chief Medical Officer, Director of Education, Treasurer, Superintendent of Agriculture und Superintendent of Public Works wurden als Official Members ernannt.
Das neu gewählte Legislative Council trat im März erstmals zusammen.